# Agustín Parrado y García
Agustín Parrado y García, španski rimskokatoliški duhovnik, škof in kardinal, * 5. oktober 1872, Fuensaldaña, † 8. oktober 1946, Granada.

## Življenjepis
21. septembra 1895 je prejel duhovniško posvečenje.
20. maja 1925 je bil imenovan za škofa Palencie; 16. avgusta istega leta je prejel škofovsko posvečenje.
4. aprila 1934 je bil imenovan za nadškofa Granade. 
18. februarja 1946 je bil povzdignjen v kardinala in imenovan za kardinal-duhovnika S. Agostino.